# 吉田操子
吉田操子（よしだ みさこ、1881年（井上操、明治14年9月21日） - 1944年（昭和19年）11月26日）は、囲碁の棋士。京都生まれ、本因坊秀栄門下、七段。旧姓井上。昭和初期の関西囲碁界の柱となり自宅を開放して教室を開き、多くの棋士を輩出した。

## 経歴
碁好きの両親から11歳の時に碁を教えられ、16歳（1897年）頃に大阪の豪商田中市兵衛、殿村平右衛門の後援により、泉秀節、大塚亀太郎、高崎泰策らから学ぶ。18歳の時に方円社より初段を受ける。その後頭山満の支援で上京し、本因坊秀栄、本因坊秀哉らに付いて学び、1906年（明治39年）には秀栄と方円社から同時に二段を受ける。その後玄洋社に関わりのあった法学士の吉田久太郎と結婚して各地を渡り歩き、一時期、囲碁界から遠ざかるが、1915年（大正4年）に本因坊家、井上家、方円社から同時に三段を受け、1921年には同じく三者から四段を受けて後、京都に落ち着いて囲碁界に復帰する。
1923年（大正12年）に京都寂光寺にて本因坊算砂300年祭の記念囲碁大会が催された際に棋士80名、来場者700名を数える大盛況となったのは、吉田の斡旋の労によるものとされている。1924年の日本棋院設立においては関西囲碁研究会の幹事として、井上家の日本棋院不参加により混乱した関西囲碁界の調整にあたり、その後は日本棋院関西支部評議員及び京都研究会幹事となる。
後年、京都の自宅を開放して吉田塾を開くと後進の育成に力を注ぎ、弟子には藤田梧郎、塩見鈴子らがいる。主宰した京都囲碁研究会は神戸の久保松勝喜代、大阪の光原伊太郎とともに関西囲碁界の柱となり、昭和初期には高川格もここで学んだ。1929年（昭和4年）には、本因坊算砂の建碑式を挙行し、本因坊秀哉ら棋士多数が参会。1930年には塩見鈴子の入段祝賀会に秀哉、鈴木為次郎、瀬越憲作、木谷實、呉清源らを招待する。
1931年の東西対抗女流碁戦では西軍の主将として出場。1938年（昭和13年）五段。1944年六段、同年、京大病院にて死去、追贈七段。早碁を得意とし、また酒、義太夫、競馬と多芸多趣味であった。

## 著作物
出版年の早い順。
- 「御早逝を悼みて」『四十九年 : 故塩野長次郎追懐録』堀内佐太郎（編）、西宮：堀内佐太郎、1933年、150-152頁。doi:10.11501/1107620。全国書誌番号:44056382。
- 「京都棋壇の面目稍や革る」『囲棋クラブ』第16巻第3号、71-72頁、1940年3月、東京：日本棋院。doi: 10.11501/1498659。全国書誌番号:00001420。
- 「哀悼錄」『機山遺譜』木谷実 等（編）、12-15頁、神戸：機山会、1942年。doi:10.11501/3441187。全国書誌番号:64006198。
- 「小川先生のこと」『囲棋クラブ』、第18巻第1号、18-20頁、日本棋院 、1942年1月。doi:10.11501/1498681。全国書誌番号:00001420。
- 「"活"と"死"」『囲棋クラブ』第18巻第9号、34-43頁、日本棋院、1942年9月。doi:10.11501/1498689。全国書誌番号:00001420。
  - 「"活"と"死"」『囲棋クラブ』第18巻第10号、39-47頁、同、1942年10月。doi:10.11501/1498690、全国書誌番号:00001420。
  - 「"活"と"死"」『囲棋クラブ』第18巻第12号、34-40頁、同、1942年12月。doi:10.11501/1498691、全国書誌番号:00001420。

## 関連文献
出版年の早い順。
- 野上彰「第十章 実戦詳解：五子第三局 吉田操子四段――根来堅」『初学囲碁講座 下巻』、210-214頁、東和社 1951年。doi:10.11501/2458651。全国書誌番号:51005239。改題改版、「第十章 実戦詳解：五子第三局 吉田操子四段―根来堅」『定本囲碁講座』第3巻、211-219頁、宝文館、1958年。
- 安藤如意、渡辺英夫『坐隠談叢』（新編増補）新樹社 1955年。doi:10.11501/2476190。
- 野上彰「吉田操子先生」『囲碁太平記』、175-178頁、河出書房新社、1963年
- 杉内寿子「女流囲碁史 関西の女傑、吉田操子」（『囲碁クラブ』1977年8月号）